# گلیسرول دهیدروژناز
گلیسرول دهیدروژناز (انگلیسی: Glycerol dehydrogenase) یک آنزیم از خانواده اکسیدوردوکتازها است که با بهره‌گیری از +NAD ،واکنش اکسیداسیونِ گلیسرول به گلیسرون (دی هیدروکسی استون) را کاتالیز می‌کند.

## کارکرد زیستی
این آنزیم یک اکسیدوردوکتاز است که در متابولیسم بیهوازی گلیسرول نقش دارد و از گونه‌های گوناگونی از باکتری‌ها یافت شده است.